# (32379) Markadame
2000 QR177 (asteroide 32379) é um asteroide da cintura principal. Possui uma excentricidade de 0.10573890 e uma inclinação de 3.91452º.
Este asteroide foi descoberto no dia 31 de agosto de 2000 por LINEAR em Socorro.